# アウト・ロー
『アウト・ロー』は、原作・木内一雅、作画・コウノコウジによる日本の野球漫画作品。『週刊ヤングマガジン』（講談社）において、2004年から2007年まで連載された。単行本は全14巻。

## あらすじ
主人公、渡部淳(わたなべ あつし)は広域暴力団「山城会」に所属する稼ぎ頭のヤクザ者。しかし手下の不祥事の責任を取り破門になってしまう。破門を解かれる条件は、組長の孫が参加する弱小少年野球チーム「下丸子小ファイターズ」を日本一にする事。果たして、アツシに少年相手の慣れない監督業が務まるのか。

## 登場人物

### 下丸子小ファイターズ
渡部 淳（わたなべ あつし）
物語の主人公。32歳。若くして六本木で年収3億円のヤクザの組長をしていたが金に汚く、兄弟分はおろか自分の子分にまで嫌われる最低のヤクザだった。まったく人望がなかったため、子分の不祥事で組を破門になったときも誰も庇わなかった。子供嫌いで野球に全く興味がない素人だったが、人並みはずれた特異な記憶力と努力によって目覚めた資質で、少年野球の監督として成長する。チームの子どもたちとのふれあいを通じ、別人のようになっていく。
森田あかり
マネージャー。高2。サード・森田浩章の姉。ソフトボール部の監督からセクハラを受け、退部させられた。
猫田さん
コーチ。年齢不詳。猫好きの街で有名な変なおじさん。野球になぜか詳しくコーチに就任する。後に森川によって10年前に失踪した有名なプロ野球選手でヤクートスワンズの名ピッチャーの小早川真彦と判明する。
吉田 優人
（小4）ピッチャー。本人は知らないが、関東山城会会長の五十嵐の孫。
田坂 清志
（小5）キャッチャー。センターからコンバート。
伊東 龍介
（小4）ファースト。
桂田 剛司
（小3）セカンド。
森田 浩章
（小5）サード。
天野 耕平
（小3）ショート。
田中 誠
（小4）レフト。
北島 徹
（小3）センター。ライトからコンバート。母親と恋人から虐待されている。
大久保恭介
（小3）ライト。キャッチャーからコンバート。

### ファイターズ関係者
紗英
クラブ「花梨」のママ。31歳。ヤクザ時代のアツシの暴力に耐えながらも歪んだ愛情を抱いていた。愛車はポルシェ。五十嵐の命令でリトルリーグ加入時にオーナー兼会長になる。
吉田 俊彦
優人の父親。36歳。芸者の母と自分を捨てた五十嵐を許せないでいる。優人にも野球をやめて受験勉強を望むマジメな会社員。
吉田 慶子
優人の母親。34歳。なぜか俊彦に厳しくされる優人の事をいつも心配している。
吉田ひかり
優人の妹。4歳。俊彦に溺愛されている。お兄ちゃんの事も大好き。
森田 平吾
浩章とあかりの父親。筋骨陸々スポーツマン。とにかく熱い男である。森田スポーツ店主。
森川 祐二
元・読捨シャイアンツ二軍選手。ファイターズの監督候補の一人だったがアツシの策略で追い払われた。だが今度は押し掛けコーチになる。元ドラフト1位。

### 池上小ジャガーズ
西田
監督生活20年。都大会ベスト4常連のジャガーズを率いる。
太田
キャプテン。時速100キロ近い速球を投げるジャガーズのエース。バッティングセンスも抜群である。
佐竹
キャッチャー。エース・太田とバッテリーを組む。横暴な西田監督に義慎して「第二ジャガーズ」設立を言い出した熱決漢でもある。

### 田園調布リーグ
速水 連
キャプテン。4番サード。運営費を持ち逃げされて潰れそうになったチームを残ったメンバーと力を合わせて維持しようとしていた。下丸子小ファイターズと合併して一つのリトルリーグチームになる。
金村 昭典
3番ピッチャー。
田宮一
6番センター。
伊香 淳一
8番レフト。
堀 寿郎
補欠

### 関東山城会
五十嵐隆夫
三代目会長。60歳。愛する孫の優人のため正体を隠しファイターズ を援助していたが実子の俊彦に見つかり接近禁止に。
関 純二
若頭・関組組長。48歳。いつも五十嵐のワガママに振り回される関東山城会のナンバー2。
山田 洋
若衆・川辺組二代目組長。42歳。金にキッチリしている弟分のアツシに一億円を借り、デカい顔をされた事を恨んでいる。
北田 賢司
若衆。28歳。山田同様、アツシの事を毛嫌いしていて、バイト先まで追い込みを掛けたが逆に撃退された。

### その他
春山 直樹
渡部組若衆。24歳。覚醒剤で逮捕。アツシ破門の原因になった。
工富
アツシから高級マンションの部屋を奪い返した。
奥平
リソア銀行。東京国税局が来る前に貸付金をアツシから回収した。
菅野
ハンデ師。アツシに少年野球の事を指南した。見かけによらず空手四段。
コンビニ店長
夜勤にアツシを雇った。
神谷
都軟式野球連盟の理事で学童部の最高責任者。ジャガーズ戦の審判。
小泉
あかりの高校のソフトボール部のセクハラ監督。アツシの策略で懲戒免職で教員免許剥奪になった。
北島 ミキ
北島徹の妹。虐待されている。
北島 美沙
北島徹の母親。恋人の野田仁と子供を虐待している。
野田 仁
北島美沙の恋人。子供を虐待している。
小早川多恵
猫田の妻。元ミス慶應でTVSの元女子アナ。美人妻。
小早川真介
猫田の長男。18歳。
小早川恵介。
猫田の次男。16歳。

## 刊行リスト
1. アウト・ロー 第1巻 金村義明インタビュー収録 ISBN 978-4-06-361205-9
2. アウト・ロー 第2巻 松坂大輔インタビュー収録 ISBN 978-4-06-361233-2
3. アウト・ロー 第3巻 牛島和彦インタビュー収録 ISBN 978-4-06-361267-7
4. アウト・ロー 第4巻 大塚晶則インタビュー収録 ISBN 978-4-06-361293-6
5. アウト・ロー 第5巻 石毛宏典インタビュー収録 ISBN 978-4-06-361321-6
6. アウト・ロー 第6巻 池山隆寛インタビュー収録 ISBN 978-4-06-361349-0
7. アウト・ロー 第7巻 マーク・クルーンインタビュー収録 ISBN 978-4-06-361384-1
8. アウト・ロー 第8巻 小宮山悟インタビュー収録 ISBN 978-4-06-361424-4
9. アウト・ロー 第9巻 達川光男インタビュー収録 ISBN 978-4-06-361465-7
10. アウト・ロー 第10巻 磯山さやかインタビュー収録 ISBN 978-4-06-361515-9
11. アウト・ロー 第11巻 小久保裕紀インタビュー収録 ISBN 978-4-06-361541-8
12. アウト・ロー 第12巻 片岡安祐美インタビュー収録 ISBN 978-4-06-361559-3
13. アウト・ロー 第13巻 亀山努インタビュー収録 ISBN 978-4-06-361602-6
14. アウト・ロー 第14巻 田淵幸一インタビュー収録 ISBN 978-4-06-361603-3